# 1851 en mathématiques
Cet article présente les faits marquants de l'année 1851 en mathématiques.

## Évènements
- 25 août : le mathématicien français Eugène Prouhet présente son Mémoire sur quelques relations entre les puissances des nombres à l'Académie des sciences[1]. La suite de Prouhet-Thue-Morse est utilisée pour la première fois façon implicite pour donner une solution à un problème de théorie des nombres appelé depuis le problème de Prouhet-Tarry-Escott[2].

## Naissances
- 28 janvier : Francisco Gomes Teixeira (mort en 1933), mathématicien portugais.
- 15 février : Spiru Haret (mort en 1912), mathématicien, astronome, pédagogue, ministre et académicien roumain.
- 15 mars : Georg Helm (mort en 1923), mathématicien et physicien allemand.
- 7 mai : Axel Harnack (mort en 1888), mathématicien germano-balte.
- 23 septembre : Ellen Hayes (morte en 1930), mathématicienne américaine.
- 2 décembre : Charles Henri Lagrange (mort en 1932), mathématicien et astronome belge.

## Décès
- 18 février : C. G. J. Jacobi (né en 1804), mathématicien allemand.
- 1er mars : Auguste Miquel (né en 1816), mathématicien français.
- 17 avril : Jean Frédéric Théodore Maurice (né en 1775), mathématicien genevois.
- 17 décembre : Olinde Rodrigues (né en 1795), mathématicien, financier, économiste français.